# 新兖铁路
新兖铁路西起河南新乡，东至山东兖州，全长305.303公里，其中在山东境内的长度为190.679公里。1983年3月动工兴建，1985年12月建成通车，与兖石铁路合称为“新石铁路”，是一条跨越山东和河南两省的铁路路线。

## 修建过程
- 兖州至济宁段，原称兖济支线，沟通了大运河与津浦铁路。1911年10月开工，1912年6月竣工，同年11月通车，全长32.180公里，投资160万两白银。1944年4至6月侵华日军为解决干线缺轨将其拆除。1958年1月济宁专区设立兖济支线修复指挥部，同年6月开工，同年10月1日竣工通车，正线铺轨30.130公里，总投资230万元。1960年1月移交济南铁路局。1968年投资26.7万元大修后达到了国铁III级标准。
- 济宁至菏泽段，曾称济菏铁路，1976年山东省计委报建。铁道部1977年7月批准，由铁道部与山东省共同投资。铁三院于1977年8月至12月完成勘测设计。1977年11月成立济菏铁路会战指挥部，1977年12月13日开工，投入12.4万多人。1979年初建成由山东省济菏铁路管理处临管运营。初勘履勘铁路後，1980年改为济南铁路局济菏临管处临管运营。正线长110.200km，新建站14个，线路等级为国铁Ⅲ级干线，单线，限制坡度4‰，最小曲线半径800米，“建设”型蒸汽机车牵引，牵引定数为2700吨，每公里铺枕木1600根，43公斤/米钢轨，总投资5649万元。
- 新乡南 至 菏泽段，为晋煤外运南通道，1982年2月铁道部向国家计委报送《关于新建新乡至菏泽铁路和改造菏泽至兖州铁路计划任务书的报告》，同年获得批准。1983年1月，铁一院与中铁大桥局完成新乡南至菏泽段铁路和长东黄河特大桥初步设计。1983年3月14日中铁三局动工兴建，1985年12月建成通车。正线全长166.706公里，国铁Ⅰ级干线、单线，限制坡度4‰，牵引定数3500吨，设计年输送能力1700万吨。总投资7.47亿元。

## 升级改造
- 为配合新兖石铁路的运煤大通道建设，原有的兖菏区间由国铁III级升级改造为国铁I级，设计年运量1900万吨，限制坡度4‰，最小曲线半径800米，到发线有效长为850米预留1050米，继电半自动闭塞，蒸汽机车牵引定数3500吨。1985年开始施工。
- 电气化改造：2008年9月开工，2010年7月竣工。

## 车站
至1985年底，全线共设车站33个，其中兖州至菏泽南站间设车站18个(含兖州站)；由菏泽南站至两省交界点，还有算王庄、陆圈、东明县、东堡城4站，属郑州局管辖。

## 与其它铁路的连接
- 新乡站：京广铁路、新月铁路
- 菏泽站：京九铁路
- 兖州站：京沪铁路、兖石铁路